# 猴島的詛咒
《猴島的詛咒》是美國遊戲公司LucasArts於1997年年底發行的電子冒險遊戲，為《猴島小英雄》系列第三作。
因此遊戲製作時《猴島小英雄》系列原創人羅恩·吉伯特已離開LucasArts公司，於是《猴島的詛咒》開發改以製作1995年遊戲《極速天龍》的賴利·艾亨與強納森·艾克利為主要成員。
遊戲畫面是採用2D卡通動畫風格，並且為《猴島小英雄》系列中首部採用角色配音，以及有遊戲代理商將內容中文化之作品。

## 遊戲情節
故事開頭延續前回1991年作品《猴島小英雄2：老查克的復仇》的結尾。在遊戲主角青年海盜「蓋伯拉許·崔普伍德」正一心想找出傳說中的寶藏「大琥珀」（Big Whoop）時，被他的死對頭、具有不死之身與魔力的殭屍船長「老查克」；給困在令人產生幻覺的陷阱裡。在蓋伯拉許設法脫困險境後，他一邊逃離在海上漂流、一邊在航海日誌紀錄之前事跡的種種。
當他日誌寫到一半時，發現海上另一端海灣發生激烈的砲戰，而開戰的兩方正是老查克與蓋伯拉許戀人「伊蓮·瑪蕾」所引發的。當老查克發現蓋伯拉許仍安然無恙時，便生氣地將他抓回自己的海盜船上。
被抓到海盜船裡的蓋伯拉許；之後靠著急中生智將老查克的殭屍海盜軍團擊敗、並在船上找到一枚外型不錯的戒指。
隨後蓋伯拉許與伊蓮再度相見時，順勢將剛撿來的戒指送給伊蓮當訂婚禮物，但戴上戒指的伊蓮之後卻發生全身變成黃金的怪異現象。而為了破除戒指將人變成黃金的詛咒，蓋伯拉許展開了新的冒險。

## 遊戲方法
《猴島的詛咒》的操控方式；有延續先前LucasArts在1995年推出的《極速天龍》風格，做了相當程度的簡化。是以選操控介面中的「鸚鵡」、「骷髏」、「手」三個圖像，來分別對應「與角色對話」、「檢視物品」、「拾拿」等動作供玩家使用。
在道具一覽方面；《猴島的詛咒》則一反前面兩回作品擺列在螢幕下方的顯示方法，是需點選滑鼠才會將全部道具秀出，以利表現出更多遊戲畫面空間。
而遊戲選單中另有一些刻意假冒的項目，如點選「啟動終極無敵超級3D硬體加速環境」的功能時、畫面只會跳出「我們只是在開玩笑」訊息，為挪諛當時電腦遊戲界盛行使用巫毒卡等其它3D加速卡來美化遊戲畫面的風氣潮流。

## 反應

### 評價
在一些網站評論上；冒險遊戲評論網站Adventure Gamers表示《猴島的詛咒》在畫面上、以及幽默的遊戲對白令人印象深刻，但是遊戲結尾草率、不足以令人滿足。AdventureClassicGaming則認為此遊戲適合每一位玩家，尤其有玩過《猴島小英雄》前兩作的人更能體驗遊戲裡的笑料。RPGFan則推崇《猴島的詛咒》為「一款新水平的爆笑作品。」
而雜誌刊物方面《CGW》164期裡將《猴島的詛咒》列為當月推薦的最佳遊戲，並評論《猴島的詛咒》稱得上是冒險遊戲中的活生生教材，完全將諸如《迷霧之島》等一昧追求聲光效果、而不充實內涵的作品給比下去，而僅有的缺點是結局部份與遊戲開頭部份相較起來不夠精彩，有虎頭蛇尾之憾。《新遊戲時代》56期中，則表示《猴島的詛咒》在謎題的邏輯上環環相扣、聲光效果上表現優異，整體給予92分成績並同樣列為該期雜誌最佳遊戲之一。《軟體世界》107期除了正面回應《猴島的詛咒》遊戲各方面表現外，另對於代理商松崗科技在短時間内所翻譯出的中文化內容給予高度肯定。

### 獎項提名
- 1998年互動藝術與科學學會：最佳冒險遊戲提名、傑出美術畫面提名[14]
- 《CGW》雜誌：1997年度最佳PC冒險遊戲作品[15]

## 動畫化消息
在2000年期間，盧卡斯影業曾計畫和子公司光影魔幻工業共同製作《猴島的秘密》電影動畫版，該電影當時預定命名為與遊戲相同的《猴島的詛咒》，並曾連絡曾於《猴島小英雄》系列擔任美工的史蒂夫·普賽爾繪製一些相關圖像、以及邀請有過在1992年動畫《阿拉丁》編劇的泰德·艾略特 來撰寫劇本。
之後該電影拍攝計畫終止，泰德·艾略特則改去替迪士尼製作的《神鬼奇航》構思故事；一個同樣以海盜為題材的電影系列。

## 外部連結
- 互联网电影数据库（IMDb）上《猴島的詛咒》的资料（英文）